# 김철호 (1961년)
김철호(金喆鎬, Chul-Ho Kim, 1961년 3월 3일 ~ )는 대한민국의 전 권투 선수이다. 전 세계복싱평의회(WBC) 슈퍼플라이급 챔피언이다.

## 생애
경기도 화성군 조산면 출신. 4형제 중 셋째. 영등포중학교 3학년 때 노량진 동아체육관에 다니며 복싱을 배우기 시작함. 1978년 10월 7일 프로 데뷔. 1978년 주니어밴텀급 신인왕. 1981년 1월 25일 라파엘 오로노를 9회 KO로 물리치고 WBC 슈퍼플라이급 챔피언. 5차 방어 성공. 1982년 11월 28일 라파엘 오로노에게 6회 KO패로 6차 방어 실패. 1983년 10월 23일 프라유라삭 무앙수린에게 판정패한 뒤 현역 은퇴. 통산 전적 24전 19승(9KO) 3패2무.